# Visucius

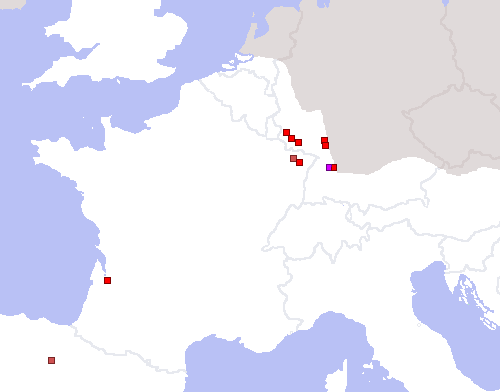
Fundorte der Inschriften

Visucius, seltener (irrtümlich?) Visuclus, war in der keltischen Mythologie eine gallische Gottheit, die nach der Interpretatio Romana dreimal mit Mercurius gleichgesetzt wird. Als Begleiterin wird auf einer einzigen bisher aufgefundenen Inschrift eine Göttin Visucia genannt.

## Mythologie und Etymologie
Der Name Visucius ist in insgesamt sieben Inschriften erhalten. Eine in Bordeaux, drei wurden in den ehemaligen Stammesgebieten der Treverer und Mediomatriker in der römischen Provinz Gallia Belgica sowie drei weitere in der Provinz Germania superior vorgefunden.
Eine in Agoncillo (Spanien) entdeckte Weihetafel für Visugius bzw. in neuerer Lesung Visuceus könnte derselben Gottheit gewidmet sein.
Der 1843 in Köngen gefundene Weihestein eines Decurio P. Quartionius Secundinus ist Deo Marcurio Visucio et sanctae Visuciae gewidmet. Vom auf dem Inschriftenstein stehenden Götterpaar sind nur rechts die Füße des Gottes und links der Gewandsaum und die Schuhspitzen der Göttin erhalten.
Der Name wird aus den erschlossenen proto-indogermanischen Wurzeln *wesu-/*wīsu-? („gut“), *ki- („dieser“) und der lateinischen Endung -us abgeleitet, bedeutet also „dieser gute Gott“. Eine andere Version leitet ihn von der Wurzel *weiko- („Rabe“) oder *witsu- („wissend“) her, dies würde „der Rabengott“ oder „der weise, wissende Gott“ ergeben.
Visucius war der in Gallien neben Cissonius am weitesten verbreitete Beiname des Mercurius.